# Król Klondike
Król Klondike (ang. The King of the Klondike) – komiks Dona Rosy z 1993 r., ósma część cyklu Życie i czasy Sknerusa McKwacza. 
Historia po raz pierwszy była wydana 19 lipca 1993 r. na łamach duńskiego czasopisma Anders And & Co.. Pierwsze polskie wydanie pochodzi z 1 lipca 2000 r.

## Fabuła
Akcja toczy się w latach 1896–1897. Sknerus opuścił Australię i przybywa do Skagway na Alasce. Ponieważ nie ma przy sobie pieniędzy, decyduje się wziąć pożyczkę 100 dolarów na wysoki procent u Śliskiego Kręta, rekina pożyczkowego. Gotówka pozwala mu szybko kupić ekwipunek poszukiwacza kruszców, gdy rozchodzi się wieść o znalezieniu złota w Klondike. 
Po przybyciu do Dawson Sknerus decyduje się rozpocząć poszukiwania w miejscu, które odstraszyło innych poszukiwaczy: Dolinie Białej Śmierci, rzekomo strzeżonej przez potwora (którym okazuje się zamarznięty mamut). Mimo surowej zimy McKwaczowi udaje się znaleźć nieco złota, które decyduje się wydać na materiały do budowy chaty i spłatę odsetek od pożyczki. Jego sukcesy wzbudzają zainteresowanie Złotki O'Gilt (właścicielki kasyna) i Śliskiego Kręta, udzielającego pożyczek. 
Wiosną 1897 r. Sknerus decyduje się oficjalnie zarejestrować swoją działkę w Dolinie Białej Śmierci. Po odebraniu dokumentu potwierdzającego własność udaje się na pocztę, gdzie otrzymuje list z domu. W drodze powrotnej zostaje napadnięty przez bandę Śliskiego Kręta i uwięziony na pływającym kasynie. Nie poprzestając na odebraniu mu tytułu własności, Kręt otwiera list od rodziny Sknerusa: w ten sposób kaczor dowiaduje się o śmierci swojej matki. Rozzłoszczony Sknerus demoluje kasyno i zaciąga nieprzytomnego Kręta na posterunek Północno-Zachodniej Policji Konnej. 

Po powrocie do Doliny Białej Śmierci Sknerus zastaje tam kilku poszukiwaczy, próbujących przejąć jego działkę. Chcąc ich odstraszyć, podnosi kawał mułu, który wydaje mu się bardzo ciężki. McKwacz zdaje sobie sprawę, że jeżeli ta bryła jest złotem, stanie się najbogatszym kaczorem w Klondike. Nachodzi go wówczas refleksja: 
Ale jeśli to naprawdę złoto, moja podróż dobiega końca. Stanę się bogaty. Już nigdy nie będę taki sam. Czy powietrze będzie ładniej pachniało? Czy słoneczne dni staną się jaśniejsze? Czy gwiaździste niebo wzbudzi większy zachwyt? A może to wszystko stracę? Czy naprawdę chcę być bogaty? 

TAK!!! 
Znalezisko Sknerusa okazuje się być samorodkiem złota, wielkim jak gęsie jajo. 

## Okoliczności powstania
Historia pierwotnie miała nosić tytuł The Phoenix of White Agony Creek (Feniks z Doliny Białej Śmierci). Rosa zmienił go jednak na The Argonaut of White Agony Creek (Argonauta z Doliny Białej Śmierci), traktując tytuł Król Klondike jako alternatywny. 
Zamiarem Dona Rosy było przedstawienie najtrudniejszego, najdzikszego i najbardziej samotnego momentu z życia Sknerusa, a zarazem okresu, w którym zdobył bogactwo własną ciężką pracą, bez pomocy szczęśliwej monety). 
Inspiracją dla wydarzeń z komiksu były następujące historie Carla Barksa: 
- Powrót do Klondike,
- North of the Yukon.